# Motorola Milestone
A Milestone, magyarul mérföldkő, egy internetezési képességgel is rendelkező, multimédiás mobiltelefon, amit a Motorola cég tervezett.
Többszörösen érintésérzékeny kijelzővel van ellátva, amit multitouch-nak neveznek, és kapacitív technológiával működik, ezen felül rendelkezik csúsztatható QWERTZ billentyűzettel.
Az USA-ban Motorola DROID a neve.

## Hardver
A Motorola Milestone egy 550 MHz-es Arm Cortex-A8-as processzorral rendelkezik, 256 MiB SDRAM és 512 MiB belső Flash ROM tároló van benne, 5 megapixeles autófókuszos kamerája 2 LED vakuval digitális zoommal, geotagginggel van ellátva. [forrás?]

## Szoftver
A Motorola Milestone az első Android 2.0-val rendelkező okos telefon volt. Időközben már az Android 2.1 (Eclair) is rendelkezésre áll, valamint kiadták a 2.2 (Froyo) frissítést, ami viszont lassulást eredményezhet és DSI hibákat tartalmaz, ami a telefon újraindulásával járhat együtt. Előbbi hibát a Motorola elismerte és lehetőséget adott a frissítés visszavonására azon eszközökön, ahol ez a probléma előfordul.

## Fordítás
- Ez a szócikk részben vagy egészben  a   Motorla Milestone című német Wikipédia-szócikk fordításán alapul.  Az eredeti cikk szerkesztőit annak laptörténete sorolja fel. Ez a jelzés csupán a megfogalmazás eredetét és a szerzői jogokat jelzi, nem szolgál a cikkben szereplő információk forrásmegjelöléseként.